# V legislatura de España
La V legislatura de España (xciv desde las Cortes de Cádiz) comenzó el 29 de junio de 1993 cuando, tras la celebración de las elecciones generales, se constituyeron las Cortes Generales. Las Cortes Generales se disolvieron el 9 de enero de 1996, si bien sus Diputaciones Permanentes continuaron en funciones hasta la constitución de las nuevas Cortes Generales el 27 de  marzo siguiente. Le precedió la iv legislatura y le sucedió la vi legislatura.
El Partido Socialista Obrero Español obtuvo mayoría simple en el Congreso de los Diputados. Felipe González fue reinvestido presidente del Gobierno y formó su cuarto Gobierno. La popularidad del Partido Socialista Obrero Español venía disminuyendo progresivamente durante principios de los años 1990, además de por la crisis económica y el paro, por diversos escándalos de corrupción en los que miembros del ejecutivo socialista se vieron involucrados. Igualmente el caso de los GAL (Grupos Antiterroristas de Liberación) también fue determinante en el deterioro de la imagen del Gobierno, que se hizo notar en los resultados de las elecciones de 1993 y más notablemente en los resultados de 1996.

## Inicio de la legislatura

### Elecciones generales
Las elecciones generales se celebraron el 6 de junio de 1993. El PSOE ganó las elecciones con una mayoría simple de 159 escaños, 16 escaños menos que en las elecciones de 1989. El PP aumentó en 34 escaños su representación en el Congreso de los Diputados al obtener 141 escaños. Izquierda Unida obtuvo 18 diputados; Convergéncia i Unió, 17; y el PNV, 5. Estos resultados alejaron a Felipe González de la mayoría absoluta que había conseguido en los anteriores comicios, y por primera vez su ejecutivo afrontó una legislatura sin ostentar la mayoría absoluta.
Con estos resultados, Felipe González tenía dos opciones: pactar con Izquierda Unida o con los nacionalistas vascos y catalanes. El líder socialista eligió esta segunda opción. Sus socios de gobierno rompieron el pacto a finales de 1995 propiciando la caída del Gobierno y forzando nuevas elecciones generales.

### Constitución de las Cortes Generales
Las Cortes Generales se constituyeron el 29 de junio de 1993 y se designó a los miembros de las Mesas de las cámaras. El socialista Félix Pons fue elegido presidente del Congreso de los Diputados por tercera legislatura consecutiva. El PNV obtuvo representación en la Mesa del Congreso por primera vez en su historia. El socialista Juan José Laborda fue reelegido como presidente del Senado.
| Cargo                  | Titular                   | Lista |
| Presidente             | Félix Pons                | PSOE  |
| Vicepresidente primero | José Vicente Beviá Pastor | PSOE  |
| Vicepresidente segundo | Federico Trillo           | PP    |
| Vicepresidente tercero | Josep López de Lerma      | CiU   |
| Vicepresidente cuarto  | Luis Ramallo              | PP    |
| Secretaria primera     | Milagros Frías            | PSOE  |
| Secretario segundo     | Juan Carlos Aparicio      | PP    |
| Secretaria tercera     | Luisa Fernanda Rudi       | PP    |
| Secretario cuarto      | Emilio Olabarría          | PNV   |

| Cargo                  | Titular                 | Lista |
| Presidente             | Juan José Laborda       | PSOE  |
| Vicepresidente primero | Joan Rigol              | CiU   |
| Vicepresidente segundo | José Miguel Ortí Bordás | PP    |
| Secretario primero     | Manuel Aguilar          | PSOE  |
| Secretario segundo     | Javier Rojo             | PSOE  |
| Secretario tercero     | José Cañellas Fons      | PP    |
| Secretario cuarto      | José María Hernández    | PP    |

### Investidura
Los días 8 y 9 de julio de 1993 se celebró la sesión de investidura de Felipe González en el Congreso de los Diputados. González alcanzó la mayoría absoluta en la primera votación gracias al apoyo de los nacionalistas catalanes y vascos. De este modo el Congreso de los Diputados otorgó su confianza al candidato socialista y Felipe González fue investido presidente del Gobierno por cuarta vez consecutiva. No obstante, González no consiguió incorporar a los nacionalistas en un gobierno de coalición. Su acuerdo se limitó a un pacto de gobernabilidad y un gobierno en minoría. Su registro de cuatro mandatos consecutivos es el mayor hasta la fecha. 
| Candidato       | Fecha                                                   | Voto |     |     |    |    |   |   |   |   |   |   |   | Total   |
| --------------- | ------------------------------------------------------- | ---- | --- | --- | -- | -- | - | - | - | - | - | - | - | ------- |
| Felipe González | 9 de julio de 1993 Mayoría absoluta requerida (176/350) | Sí   | 159 |     |    | 17 | 5 |   |   |   |   |   |   | 181/350 |
| Felipe González | 9 de julio de 1993 Mayoría absoluta requerida (176/350) | No   |     | 141 | 17 |    |   | 4 |   | 1 |   | 1 | 1 | 165/350 |
| Felipe González | 9 de julio de 1993 Mayoría absoluta requerida (176/350) | Abs. |     |     |    |    |   |   |   |   | 1 |   |   | 1/350   |
| Felipe González | 9 de julio de 1993 Mayoría absoluta requerida (176/350) | Aus. |     |     | 1  |    |   |   | 2 |   |   |   |   |         |

## Economía
La legislatura estuvo marcada por la crisis económica internacional de 1992-1993. Si bien la situación económica a partir de 1985 (coincidiendo con la adhesión de España en las Comunidades Europeas) era muy favorable y el perfil evolutivo del PIB per cápita se fue asemejando al de los países comunitarios, a partir de 1989 el producto interior bruto comenzó a disminuir notablemente, y la economía entró un ciclo de recesión. El lustro 1985-1989 se caracterizó por una fase de crecimiento expansivo y de entrada masiva de capitales extranjeros, atraídos por los altos tipos de interés. Sin embargo la posterior etapa fue desfavorable para los indicadores económicos, y la recesión y crisis económica internacional afectó profundamente a las tasas de paro.
Sin embargo, a partir de 1994 se inició un fase de notable recuperación, pasando de una recesión del 1,1 % del PIB en 1993 a una tasa de crecimiento económico equivalente al 2% , aunque la situación económica era difícil, la tasa de paro comenzó un paulatino descenso, situándose al final de la legislatura en el 23,6 %. Por otro lado, la tasa de inflación se redujo al 5,5 % entre 1994 y 1996, la deuda pública se situaba en el 68% , el déficit en el 7,1% y una Seguridad Social en quiebra, con un déficit del 0,7%(500 mil millones de pesetas) y en esta legislatura se llegó a la mayor presión fiscal de la democracia, un 36%, por las subidas de impuestos.

## Medios de comunicación

### Encuestas y popularidad
Felipe González, acosado desde múltiples frentes, rechazó todas las imputaciones y exigencias de dimisión y adoptó una postura de resistencia a ultranza, aunque existían serias sospechas sobre su actuación en diversos escándalos. Cabe destacar, que durante esta legislatura González ya no contaba con su fiel colaborador y número dos del partido, Alfonso Guerra, acusado a principios de los 90 por los presuntos abusos y las corruptelas de su hermano Juan, de los que fue absuelto y que había dimitido en enero de 1991. Desde entonces, el liderazgo de González se vio dañado seriamente por el conjunto de escándalos protagonizados por miembros de su partido, lo que se hizo notable en su cuarta y última legislatura.
Pese a los problemas, Felipe González conservaba el beneplácitio de un importante sector del electorado socialista, lo que quedó vigente en las elecciones generales de 1996, en las que, a pesar de que su partido perdiese los comicios, lo hizo por un estrecho margen y los resultados no reflejaron la catástrofe electoral que se auguraba.

## Relaciones internacionales
A finales de 1995, en el último tramo de su mandato, brilló especialmente el protagonismo de González y el papel que tuvo Madrid, sede de la firma de la Nueva Agenda Transatlántica con Estados Unidos (3 de diciembre), del Consejo Europeo que aprobó el nombre de euro para la futura moneda única europea (15 y 16 de diciembre) y del Acuerdo Interregional con el MERCOSUR (15 de diciembre), mientras que Barcelona acogió la I Conferencia Euromediterránea (27 y 28 de noviembre).

## Fin de la legislatura
Ante el cúmulo de escándalos, el líder de CiU y presidente de la Generalidad de Cataluña, Jordi Pujol, retiró el apoyo parlamentario de los diputados de CiU al gobierno, por lo que este quedó en minoría en las Cortes. El presidente del gobierno Felipe González no tuvo más remedio que convocar elecciones generales para el día 3 de marzo de 1996.